# Spark-Jaguar I-Type 1
La Spark-Jaguar I-Type 1 è una vettura da competizione costruita dalla Jaguar Racing per partecipare al Campionato di Formula E 2016-2017 nonché la prima monoposto elettrica costruita dalla Casa inglese.

## Caratteristiche tecniche
La vettura era caratterizzata dalla presenza di un singolo motore dotato di cambio a 2 marce. Il telaio era quello costruito dalla Dallara per la categoria.

## Stagione
Durante la stagione il rendimento della monoposto si rivela altalenante, con un 4º posto come miglior risultato ottenuto dal neozelandese Mitch Evans in Messico. A fine stagione la squadra è ultima in classifica con 27 punti. 

## Risultati
| Anno    | Squadra       | Gomme | No. | Piloti       | 1   | 2   | 3   | 4   | 5   | 6   | 7   | 8   | 9   | 10  | 11  | 12  | Punti | T.C. |
| ------- | ------------- | ----- | --- | ------------ | --- | --- | --- | --- | --- | --- | --- | --- | --- | --- | --- | --- | ----- | ---- |
| 2016-17 | Jaguar Racing | M     |     |              | CHI | MAR | ARG | MEX | MON | PAR | BER | BER | USA | USA | CAN | CAN | 27    | 10°  |
| 2016-17 | Jaguar Racing | M     | 47  | Adam Carroll | 12  | 14  | 17  | 8   | 14  | 15  | 14  | 16  | 10  | 11  | 16  | 14  | 27    | 10°  |
| 2016-17 | Jaguar Racing | M     | 20  | Mitch Evans  | Rit | 17  | 13  | 4   | 10  | 9   | Rit | 17  | NC  | Rit | 7   | 12  | 27    | 10°  |